# Popiersie Flory
Popiersie Flory – rzeźba z wosku, zakupiona przez Muzeum Królewskie w Berlinie w 1909 roku jako dzieło włoskiego artysty i uczonego Leonarda da Vinci. Obecnie rzeźba znajduje się w zbiorach Skulpturensammlung und Museum für Byzantinische Kunst.
Rzeźbę kupił w 1909 roku za 185 tys. marek niemieckich kustosz Muzeum Królewskiego w Berlinie Wilhelm von Bode przekonany, że dzieło stworzył Leonardo da Vinci lub któryś z jego uczniów. Bode znalazł popiersie w jednej z londyńskich galerii. Trafiła ona do zbiorów berlińskiej Skulpturensammlung. Bode argumentował, że rzeźba wykazuje podobieństwo do namalowanych przez Leonarda postaci. Od 1911 roku trwały spory, czy autorem rzeźby faktycznie był Leonardo da Vinci. Bode oraz inni zwolennicy autorstwa Leonarda argumentowali, że Leonardo słynął z eksperymentowania z materiałami.
Niemiecki historyk sztuki Gustav Pauli stwierdził, że autorem rzeźby mógł być faktycznie brytyjski rzeźbiarz Richard Cockle Lucas, znany z tworzenia rzeźb z marmuru, kości słoniowej i wosku oraz z ekscentrycznej fascynacji starożytnością i renesansem. W 1910 roku jego syn Albrecht Dürer Lucas stwierdził, że popiersie wykonał jego ojciec w 1846 roku. Miał mu pomóc ojcu wypchać rzeźbę kawałkami drewna i gazetami (które później faktycznie znaleziono). Po znalezieniu drewna i gazet Bode stwierdził, że znalazły się one w wyniku renowacji rzeźby w XIX wieku.
Na przestrzeni lat argumentowano, że Bode został oszukany i kupił rzeźbę stworzoną w XIX wieku lub że rzeźba faktycznie powstała w renesansie, ale jej autorem nie był Leonardo da Vinci. W 2021 roku w Scientific Reports opublikowano naukowców z Centre national de la recherche scientifique którzy stwierdzili, że do stworzenia rzeźby wykorzystano spermacet, stosowany powszechnie w XIX-wiecach w świecach. Przeprowadzone przez naukowców datowanie radiowęglowe wykazało, że materiał wykorzystany do stworzenia rzeźby pochodzi z lat 1704–1950.